# Guesalaga Peninsula
Guesalaga Peninsula är en udde i Antarktis. Den ligger i Sydshetlandsöarna. Argentina, Chile och Storbritannien gör anspråk på området.
Terrängen inåt land är huvudsakligen kuperad, men åt nordväst är den platt. Havet är nära Guesalaga Peninsula norrut.  Trakten är glest befolkad. Närmaste befolkade plats är Maldonado Station, 5,2 kilometer nordväst om Guesalaga Peninsula. 